# 植木基晴
植木 基晴（うえき もとはる、1945年7月25日 - ）は、京都府京都市右京区太秦垂箕山町出身の日本の元俳優・元子役。

## 概要
俳優・片岡千恵蔵の長男で「千恵蔵二世」とも称された。

## 家族
- 父：片岡千恵蔵 - 俳優
- 妹：植木千恵 - 元女優。元子役。
- 弟：植木義晴 - 日本航空パイロット、同社会長、元子役
- 弟：植木国晴 - 一般人

## 出演作品
- 暴れん坊街道（1957年）
- 神州天馬侠　完結篇
- 忠臣蔵 櫻花の巻・菊花の巻（1959年）
- 黒田騒動（1956年）
- 血槍富士（1955年）
- 曽我兄弟 富士の夜襲（1956年）
- 赤穂浪士 天の巻・地の巻（1956年）
- どたんば（1957年）
- 忍術御前試合（1957年）
- 神変麝香猫
- 少年猿飛佐助
- 怒れ！力道山
- 妖蛇の魔殿（1956年）
- 逆襲獄門砦（1956年）
- 美男城（1959年）
- Ninja's Weapon
- 源義経（1955年）